# Kristína Kučová
Kristína Kučová (* 23. Mai 1990 in Bratislava, Tschechoslowakei) ist eine ehemalige slowakische Tennisspielerin. Ihre ältere Schwester Zuzana, mit der sie 2007 und 2009 jeweils einen ITF-Doppeltitel gewann, beendete 2013 ihre Profikarriere.

## Karriere
Kristína Kučová begann im Alter von sechs Jahren mit dem Tennissport, ihr Lieblingsbelag ist der Hartplatz. Kučová war eine exzellente Juniorenspielerin und gewann 2007 durch einen Sieg über Urszula Radwańska den Nachwuchstitel bei den US Open. Auch im Doppel war die ehemalige Nummer drei der Junioren-Weltrangliste sehr erfolgreich und errang 2006 an der Seite ihrer Landsfrau Klaudia Boczová neben dem Sieg der Copa Gatorade, die sie auch im Einzel für sich entscheiden konnte, den Titel beim Barranquilla Junior Tennis Tournament sowie dem Banana Bowl. Im Jahr darauf triumphierten die beiden auch beim renommierten Nachwuchsturnier Trofeo Bonfiglio.
2006 debütierte Kučová auf dem ITF Women’s Circuit und gewann dort 2007 ihren ersten Profititel. 2008 durfte sie als amtierende Gewinnerin der Juniorenkonkurrenz bei den US Open mit einer Wildcard ausgestattet erstmals in der Qualifikation zu einem Grand-Slam-Turnier an den Start gehen, schied aber in der zweiten Runde aus. In Wimbledon gelang Kučová dann im Jahr darauf der erstmalige Sprung ins Hauptfeld eines Majors, nachdem sie als Lucky Loserin nachträglich in den Endkampf vorrückte. Dort konnte sie zum Auftakt gegen Aiko Nakamura auf Anhieb ihren ersten Sieg verbuchen, ehe sie in er zweiten Runde Amélie Mauresmo unterlag.
Nach Jahren, in denen Kučová fast ausschließlich mit schwankenden Ergebnissen auf der ITF-Tour unterwegs war, erreichte sie 2014 in Bukarest erstmals das Halbfinale eines WTA-Turniers und gewann im Anschluss zwei weitere ITF-Titel in Folge, darunter ihr bis dahin größter bei einem Turnier der $50.000-Kategorie in Sobota. Allerdings dauerte es bis 2016, dass Kučová mit dem Einzug in die dritte Runde von Charleston sowie dem Viertelfinale von Istanbul wieder bei WTA-Turnieren erfolgreich war. Der vorläufige Durchbruch auf die WTA Tour gelang ihr dann beim Rogers Cup in Montreal, wo sie als Qualifikantin bis ins Halbfinale kam und in der zweiten Runde mit Carla Suárez Navarro erstmals eine Spielerin aus den Top 10 der Weltrangliste bezwang. Trotz der deutlichen Niederlage im Halbfinale gegen Madison Keys, gelang Kučová damit der Sprung unter die besten 100 de Welt sowie mit Position 71 zugleich ihre bislang höchste Platzierung. Von Verletzungen geplagt, konnte sie während der Saison 2017, die sie nach ihrer Erstrundenniederlage in Wimbledon frühzeitig beendete, nur fünf Matches auf der WTA Tour gewinnen und fiel im Ranking wieder weit zurück.
In den nächsten beiden Jahren war Kučová nur sporadisch auf der WTA Tour zu sehen und spielte mehrheitlich ITF-Turniere. 2019 qualifizierte sie sich für das Hauptfeld der French Open und erreichte dort nach einem Erfolg über Swetlana Alexandrowna Kusnezowa erstmals die zweite Runde. Nach der coronabedingten Saisonunterbrechung 2020, triumphierte sie beim aufgestockten WTA Challenger in Prag mit einem Endspielerfolg über Elisabetta Cocciaretto und gewann damit den bisher größten Titel ihrer Karriere. 2021 kehrte Kučová dann mit dem Einzug in ihr erstes WTA-Finale in Gdynia unter die Top 100 des Rankings zurück, wenngleich sie sich im Endspiel Maryna Zanevska geschlagen geben musste. Bei den anschließenden US Open als Lucky Loserin nach mehr als zwei Jahren wieder ins Hauptfeld eines Grand-Slam-Turniers gerückt, setzte sie sich gegen Ann Li durch und passierte somit bei ihrer neunten Turnierteilnahme erstmals die erste Runde des Majors, den sie als Juniorin gewinnen konnte. Zum Abschluss der Saison stand sie bei einem ITF-Turnier der $100.000-Kategorie in Dubai im Finale, das sie jedoch gegen Darija Snihur verlor.
Bei den Australian Open 2022 erreichte Kučová nach 2017 wieder die zweite Runde. Ihr letztes internationales Turnier absolvierte sie im Oktober 2023. 
2008 gab Kučová beim 5:0-Playoff-Sieg über Usbekistan ihren Einstand für die slowakische Fed-Cup-Mannschaft und gewann dabei ihre Partie im Einzel. Seitdem hat sie fünf weitere Begegnungen für ihr Land bestritten, von denen sie aber keine gewinnen konnte (Einzelbilanz 1:3).

## Turniersiege

### Einzel
| Nr. | Datum              | Turnier                 | Kategorie      | Belag        | Finalgegnerin          | Ergebnis       |
| --- | ------------------ | ----------------------- | -------------- | ------------ | ---------------------- | -------------- |
| 1.  | 21. Mai 2007       | Michalovce              | ITF $10.000    | Sand         | Katarzyna Piter        | 2:6, 6:3, 6:4  |
| 2.  | 8. Juli 2012       | Denaim                  | ITF $25.000    | Sand         | Michaela Hončová       | 6:2, 1:6, 6:2  |
| 3.  | 24. Juni 2012      | Alkmaar                 | ITF $10.000    | Sand         | Janina Toljan          | 6:3, 6:4       |
| 4.  | 22. Juli 2013      | Les Contamines-Montjoie | ITF $25.000    | Hartplatz    | Clothilde de Bernardi  | 7:5, 6:73, 6:3 |
| 5.  | 18. August 2013    | Craiova                 | ITF $50.000    | Sand         | Alberta Brianti        | 7:5, 3:6, 6:4  |
| 6.  | 27. Juli 2014      | Sobota, Rokietnica      | ITF $50.000+H  | Sand         | Sessil Karatantschewa  | 1:6, 7:5, 6:3  |
| 7.  | 31. August 2014    | Fleurus                 | ITF $25.000    | Sand         | Jewgenija Rodina       | 6:3, 6:4       |
| 8.  | 28. Februar 2015   | Beinasco                | ITF $25.000    | Sand (Halle) | Barbora Krejčíková     | 6:4, 7:63      |
| 9.  | 5. Juli 2015       | Toruń                   | ITF $25.000    | Sand         | Giulia Gatto-Monticone | 4:6, 6:1, 6:4  |
| 10. | 26. September 2015 | Butscha                 | ITF $25.000    | Sand         | Alexandra Cadanțu      | 4:6, 7:65, 6:0 |
| 11. | 21. April 2019     | Dothan                  | ITF W80        | Sand         | Lauren Davis           | 3:6, 7:69, 6:2 |
| 12. | 6. September 2020  | Prag                    | WTA Challenger | Sand         | Elisabetta Cocciaretto | 6:4, 6:3       |

### Doppel
| Nr. | Datum              | Turnier    | Kategorie   | Belag | Partnerin            | Finalgegnerinnen                      | Ergebnis          |
| --- | ------------------ | ---------- | ----------- | ----- | -------------------- | ------------------------------------- | ----------------- |
| 1.  | 17. März 2007      | Kairo      | ITF $10.000 | Sand  | Zuzana Kučová        | Melissa Berry Michelle Gerards        | 6:73, 6:4, 6:3    |
| 2.  | 20. Mai 2007       | Michalovce | ITF $10.000 | Sand  | Klaudia Boczová      | Olga Brózda Justyna Jegiołka          | 7:5, 4:6, 6:3     |
| 3.  | 24. Mai 2008       | Galați     | ITF $10.000 | Sand  | Valentina Sulpizio   | Alexandra Cadanțu Antonia-Xenia Tout  | 6:0, 6:2          |
| 4.  | 13. Juni 2009      | Zlín       | ITF $50.000 | Sand  | Zuzana Kučová        | Nikola Fraňková Carmen Klaschka       | 6:3, 6:4          |
| 5.  | 20. September 2015 | Saint-Malo | ITF $50.000 | Sand  | Anastasija Sevastova | Marija Marfutina Natalja Wichljanzewa | 6:71, 6:3, [10:5] |

## Abschneiden bei Grand-Slam-Turnieren

### Einzel
| Turnier         | 2008 | 2009 | 2010 | 2011 | 2012 | 2013 | 2014 | 2015 | 2016 | 2017 | 2018 | 2019 | 2020 | 2021 | 2022 | 2023 | Karriere |
| --------------- | ---- | ---- | ---- | ---- | ---- | ---- | ---- | ---- | ---- | ---- | ---- | ---- | ---- | ---- | ---- | ---- | -------- |
| Australian Open | —    | —    | 1    | —    | Q1   | —    | Q1   | Q2   | Q3   | 2    | 1    | —    | Q1   | Q1   | 2    | 1    | 2        |
| French Open     | —    | Q1   | Q1   | Q1   | —    | —    | Q1   | Q1   | Q3   | 1    | 1    | 2    | Q1   | Q2   | 1    | 1    | 2        |
| Wimbledon       | —    | 2    | Q1   | Q1   | —    | —    | Q1   | Q1   | Q2   | 2    | —    | Q1   |      | Q2   | 2    | —    | 2        |
| US Open         | Q2   | Q1   | Q1   | Q2   | —    | —    | Q1   | Q1   | 1    | —    | —    | Q3   | —    | 2    | —    | —    | 2        |

Zeichenerklärung: S = Turniersieg; F, HF, VF, AF = Einzug ins Finale / Halbfinale / Viertelfinale / Achtelfinale; 1, 2, 3 = Ausscheiden in der 1. / 2. / 3. Hauptrunde; Q1, Q2, Q3 = Ausscheiden in der 1. / 2. / 3. Qualifikationsrunde; nicht ausgetragen